# Dieter Noll (Politiker)
Dieter Noll (* 25. Oktober 1939; † 14. November 2014 in Berlin) war ein deutscher Bauingenieur und Politiker (CDU).

## Leben
Nach einem Studium des Bauingenieurwesens und der Betriebswirtschaftslehre promovierte Noll 1971 an der Universität Mannheim zur Thematik Ökonomische Beurteilung von Streitkräften: unter besonderer Berücksichtigung des Bereichs der Deutschen Bundeswehr. Er war als Unternehmensberater in Budenheim bei Mainz tätig, bevor er nach der Wende 1990 in die DDR ging, um eine politische Karriere zu machen. Nach der ersten freien Kommunalwahl in Karl-Marx-Stadt am 6. Mai 1990, aus der die CDU als stärkste Fraktion hervorging, wurde er von dieser nominiert und am 1. Juni 1990 zum Oberbürgermeister gewählt. Eine seiner ersten Amtshandlungen war die Rückbenennung der Stadt von Karl-Marx-Stadt in Chemnitz infolge einer durchgeführten Bürgerbefragung.
Noll war Gründungsmitglied des Trägervereins des Chemnitzer Modells sowie des Eisenbahnmuseums. Durch seine persönliche Intervention wurde der Abriss des Gebäudes der ehemaligen Harlaß-Gießerei, in welchem sich heutzutage das Industriemuseum befindet, verhindert.
Nachdem der WDR am 4. Februar 1991 erstmals anhand von Noll über „fragwürdige Methoden, mit denen westdeutsche Politiker im Osten Fuß zu fassen versuchen“ berichtet hatte (vorgeworfen wurde Noll der eigenmächtige Abschluss eines Planungsauftrags für den Hotelkomplex Maison France unter Kompetenzüberschreitung und Umgehung des Stadtrates), leiteten der Regierungsbezirk Chemnitz ein Dienstaufsichtsverfahren und die Staatsanwaltschaft Chemnitz Ermittlungen gegen Noll ein. Nach massiven Rücktrittsforderungen legte er sein Amt Ende April 1991 nieder. Sein Parteifreund Joachim Pilz übernahm am 1. Juni zunächst amtierend die Amtsgeschäfte und wurde schließlich am 3. Juli 1991 zum Oberbürgermeister gewählt.
Dieter Noll zog danach nach Berlin und arbeitete zunächst ab 1994 als Geschäftsführer eines holländischen Bauunternehmens und später selbständig als Bauunternehmer. Im Jahr 2002 ging Noll als Berater des Ministeriums für Wiederaufbau für drei Jahre nach Afghanistan. Zuletzt lebte er in Berlin-Moabit.